# Le Galere
Le Galere formano un gruppo di scogli dell'Italia, nel Lazio.